# Heinkel He 70
Heinkel He 70 là một loại máy bay chở khách và bưu phẩm của Đức trong thập niên 1930, nó được sử dụng trong các vai trò máy bay trinh sát và ném bom.

## Biến thể
He 70a
He 70b
He 70c
He 70d
He 70e
He 70A
He 70D
He 70E
He 70F
He 70F-1
He 70F-2
He 70G
He 70G-1
He 70K (He 170A)
He 270 V1 (W.Nr. 1973, D-OEHF)

## Quốc gia sử dụng

### Dân sự
Nazi Germany
- Deutsche Luft Hansa

 Nhật Bản
- Không lực Hải quân Đế quốc Nhật Bản

 Anh Quốc
- Rolls Royce

 Thụy Sĩ
- Swissair

### Quân sự
Nazi Germany
- Luftwaffe

 Hungary
- Không quân Hoàng gia Hungary

Bản mẫu:Country data Spanish State
- Ejército del Aire

## Tính năng kỹ chiến thuật (He 70F-2)
Dữ liệu lấy từ The Beautiful Blitz
Đặc điểm tổng quát
- Tổ lái: 3
- Chiều dài: 11,70 m (38 ft 4⅔ in)
- Sải cánh: 14,80 m (48 ft 6⅔.75 in)
- Chiều cao: 3,10 m (10 ft 2 in)
- Diện tích cánh: 36,50 m² (392,9 sq ft)
- Trọng lượng rỗng: 2.360 kg (5.203 lb)
- Trọng lượng có tải: 3.386 kg (7.450 lb)
- Trọng lượng cất cánh tối đa: 3.500 kg (7.700 lb)
- Động cơ: 1 × BMW VI 7.3 Z, 750 hp (560 kW)

 Hiệu suất bay 
- Vận tốc cực đại: 360 km/h (195 knot, 224 mph) trên mực nước biển
- Vận tốc hành trình: 295 km/h (159 knot, 183 mph)
- Tầm bay: 2.100 km (1.135 hải lý, 1.305 mi)
- Trần bay: 5.300 m (17.390 ft)

Trang bị vũ khí

- Súng: 1 × súng máy MG 15 7,92 mm (.312 in)
- Bom: 6 × quả bom 50 kg (110 lb) hoặc 24 x quả bom 10 kg (22 lb)